# Wolfgang Müller (Papyrologe)
Wolfgang Müller (* 10. Juli 1922 in Altenburg; † 24. Oktober 2012) war ein deutscher Papyrologe und Althistoriker. Er war von 1960 bis 1988 Direktor des Ägyptischen Museums und der Papyrussammlung in Ost-Berlin.

## Leben
Müller studierte nach dem Zweiten Weltkrieg ab 1946 Alte Geschichte an der Universität Leipzig und wurde 1950 bei Wilhelm Schubart mit der Dissertation Das Edikt des Tiberius Julius Alexander promoviert. Seit 1951 leitete er die Arbeitsgruppe Papyrologie des Institut für griechisch-römische Altertumskunde der Deutschen Akademie der Wissenschaften in Ost-Berlin. Ab dem Frühjahrssemester 1953 war er in Nachfolge des für althistorische Veranstaltungen ungeeigneten Hugo Preller auf Initiative von Friedrich Zucker zunächst Lehrbeauftragter für die Geschichte des Griechisch-Römischen Altertums an der Universität Jena. Ab 1. Februar 1954 war er – da er nicht habilitiert war – mit der Wahrnehmung einer Dozentur betraut. Er pendelte neun Jahre lang wöchentlich von Berlin nach Jena, um dort Überblicksvorlesungen sowie Spezialkollegs und Seminare abzuhalten. Müller sorgte für die Einstellung des Althistorikers Detlef Lotze, der bis zu seiner Emeritierung in Jena lehrte, und des Papyrologen Fritz Uebel. Müller hielt bis zum Mauerbau auch direkten Kontakt zu Wissenschaftlern in Westdeutschland und vermittelte beispielsweise Helmut Berve als Doktorvater für Lotze. Bis zu Lotzes Habilitation im Jahr 1961 war Müller der alleinige Lehrer für Alte Geschichte an der Universität Jena, nach der Habilitation Lotzes verließ Müller die Universität 1962 und widmete sich wieder ganz seinen Tätigkeiten in Berlin. 
Seit Frühjahr 1960 war er nebenamtlich Leiter der Papyrussammlung der Staatlichen Museen in Berlin, seit Juli 1960 kommissarisch, von 1965 bis 1988 hauptamtlich Direktor des Ägyptischen Museums in Ost-Berlin. Mit einer Edition von 16 literarischen Papyri und 23 Urkunden aus ptolemäischer Zeit wurde er 1964 an der Humboldt-Universität zu Berlin habilitiert. Von 1969 bis 1993 fungierte er als Mitherausgeber des Archivs für Papyrusforschung. Als Kustos des Ägyptischen Museums stand Müller der Ägyptologe Steffen Wenig bzw. ab 1978 Karl-Heinz Priese zur Seite. Dieser folgte Müller auch als Museumsdirektor nach und verfolgte dessen internationale Ausrichtung weiter. 

## Schriften (Auswahl)
- Die Papyri als Zeugen antiker Kultur. Kurzer Führer durch die Ausstellung der Papyrussammlung im Bode-Museum. Berlin 1962.
- Papyrusurkunden aus ptolemäischer Zeit (= Ägyptische Urkunden aus den Staatlichen Museen Berlin. Griechische Urkunden. Bd. 10). Akademie Verlag, Berlin 1970.
- Ägyptisches Museum 1823–1973. Zum 150-jährigen Bestehen der Sammlung. Berlin 1973.
- (Hrsg.): Das Leben Äsops. Dieterich, Leipzig 1974.
- mit Caris-Beatrice Arnst: Adolf Erman, ein grosser Berliner Gelehrter 1854–1937. Staatliche Museen zu Berlin, Berlin 1987.